# Schlesische Universität

Siegel der Universität

Die Schlesische Universität Katowice (polnisch Uniwersytet Śląski w Katowicach) entstand am 8. Juni 1968 in Katowice durch die Zusammenlegung der dortigen  Niederlassung der Krakauer Jagiellonen-Universität mit der bereits 1928 gegründeten Pädagogischen Hochschule in Katowice (polnisch Wyższa Szkoła Pedagogiczna w Katowicach).

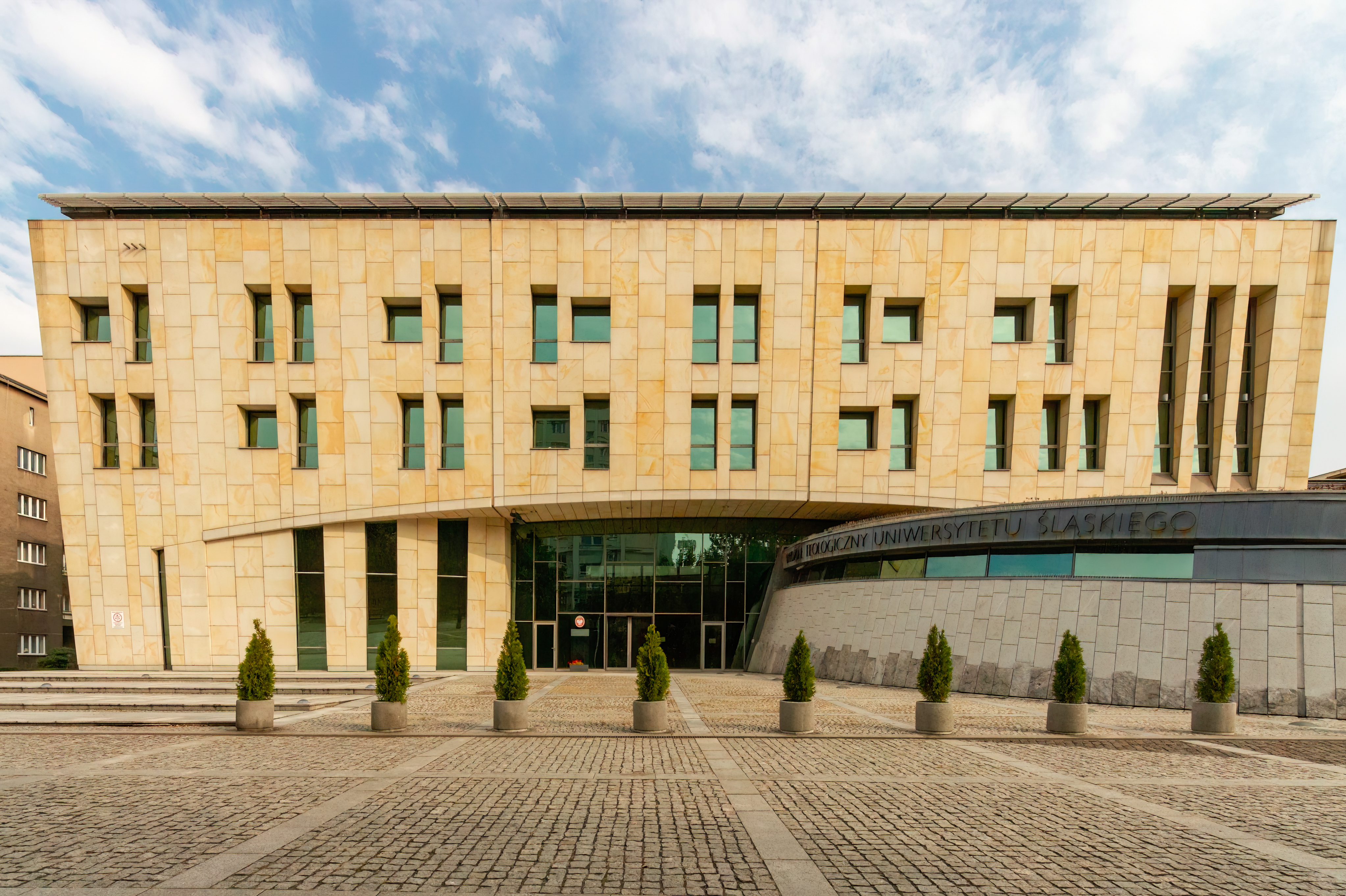
Die theologische Fakultät

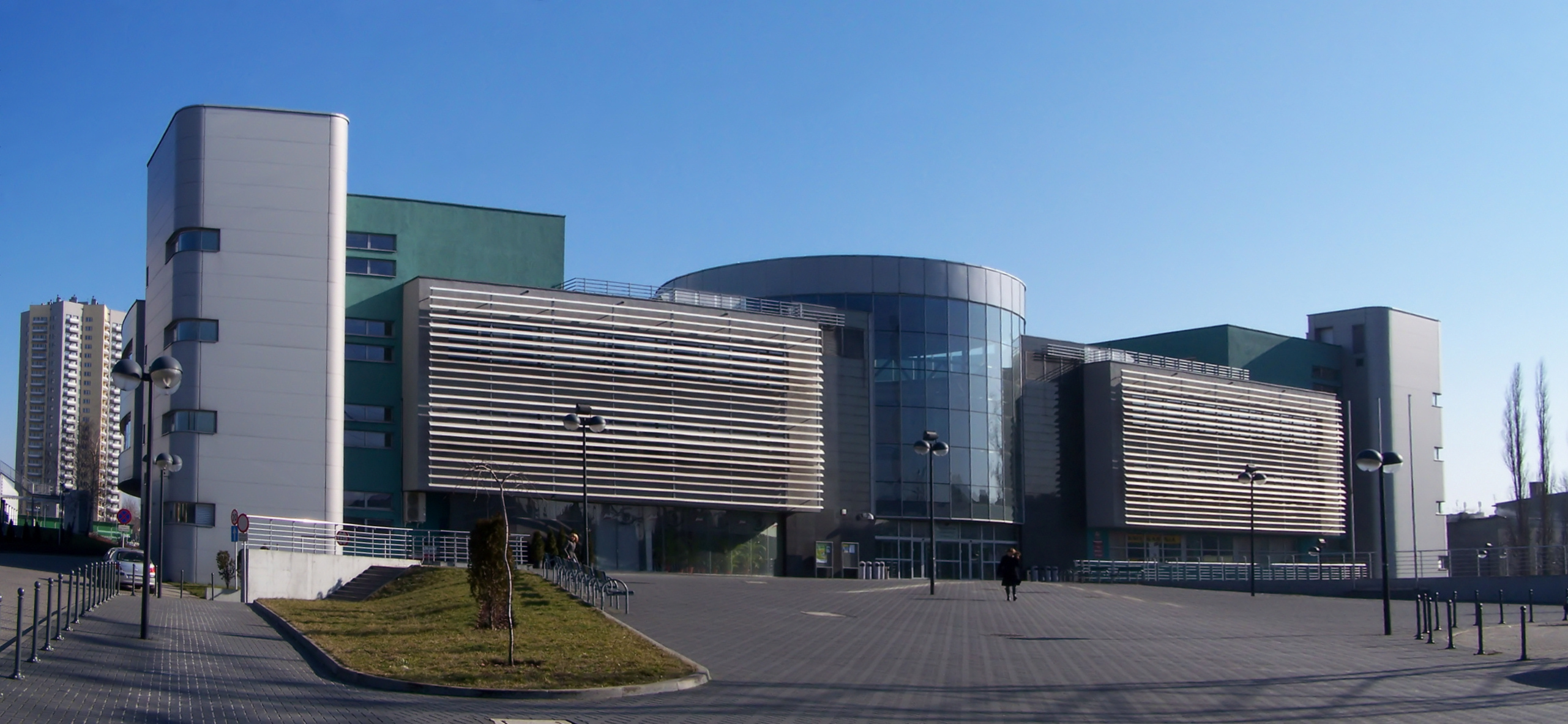
Die juristische Fakultät

Im ersten akademischen Jahr 1968 bildete die Schlesische Universität 6000 Studenten in folgenden vier Fakultäten aus:
- Mathematik, Physik und Chemie
- Rechts- und Verwaltungswissenschaften
- Geisteswissenschaften
- Technik

Im Laufe der Jahre wuchs und entwickelte sich die Universität sehr rasch, so dass sie heute aus mehreren Niederlassungen besteht, die vier wichtigsten befinden sich in Katowice, Sosnowiec, Chorzów und Cieszyn. Der Hauptsitz mit der Universitätsverwaltung blieb in Katowice. Im Jahre 2004 studierten ca. 45.000 Studenten an den 12 Fakultäten der Schlesischen Universität. Rektor ist Janusz Janaczek.
Wie viele andere polnische Universitäten bietet die Schlesische Universität Katowice jeden Sommer eine „Sommerschule für polnische Sprache, Literatur und Kultur“ für Ausländer an. Alle EU-Bürger haben außerdem im EU-Land Polen das Recht zu studieren. Die erworbenen Titel und Qualifikationen werden in der Regel innerhalb der gesamten Europäischen Union anerkannt. Siehe dazu Erasmus (Initiative).
Im Jahr 2017 stufte Times Higher Education die Universität weltweit innerhalb des 801–1000-Bandes ein.
Im akademischen Jahr 2023/2024 zählte sie 18.306 Studenten. Rektor für die Amtszeit von 2020 bis 2024 ist Ryszard Koziołek.